# 트리거 포인트
"트리커 포인트"(영어: Trigger Point)는 2021년에 개봉한 캐나다 영화이다.

## 캐스팅

### 주연
- 배리 페퍼: 니콜라스 쇼 역
- 콜므 포어: 엘리아스 케인 역
- 이브 하로우: 모니카 케인 역

### 조연
- 로라 밴더부트: 피오나 스노우 역
- 제인 이스트우드: 아이린 콜 역